# Sérénade (Le Chant du cygne)
Pour les articles homonymes, voir Sérénade et Le Chant du cygne (homonymie).
Sérénade (Ständchen, en allemand) D.957, est l'ultime lied-sérénade amoureuse lyrique du compositeur autrichien Franz Schubert (1797-1828) avant sa disparition précoce à l'age de 31 ans. Cette œuvre pour une voix accompagnée au piano-forte, parmi les plus célèbres de ce maître de la musique romantique allemande, est publiée à titre posthume en 1829, dans son recueil Le Chant du cygne (Schwanengesang) avec ses quatorze derniers lieder, par son éditeur Tobias Haslinger.

## Histoire
Alors qu'il passe le dernier automne de sa vie à Vienne chez son frère Ferdinand Schubert, avec qui il collabore pour composer, et à la suite de son ultime célèbre Der Hirt auf dem Felsen (Le Pâtre sur le rocher), lyrique et romantique de 1828, il compose cette dernière sérénade amoureuse entre août et octobre 1828, sur un poème allemand de Ludwig Rellstab. Ce lied fait partie de son « chant du cygne », dernier chant merveilleux et tragique du cygne d'Apollon (Dieu de la mythologie grecque du chant, de la musique, de la poésie, des purifications, de la guérison, de la lumière, et du soleil), au moment où il sent qu'il va mourir, avant de disparaître précocement au mois de novembre de maladie, à l'âge de 31 ans. Schubert déclare ses sentiments amoureux passionnés, enflammés, et profondément mélancoliques, par cette sérénade-lied, à celle qu'il aime. Il l'implore de l'aimer en retour, et de le rendre heureux, avec tout le lyrisme musical romantique allemand dont il est maître.
Dans les années 50, elle est adaptée par les Platters sous le titre My Serenade.
Le compositeur Franz Liszt crée en 1840 une transcription musicale pour piano seul, de son recueil Le Chant du cygne (Schwanengesang) de quatorze derniers lieder.

## Paroles
| 4. Ständchen - Ludwig Rellstab Leise flehen meine Lieder Durch die Nacht zu Dir; In den stillen Hain hernieder, Liebchen, komm’ zu mir! Flüsternd schlanke Wipfel rauschen In des Mondes Licht; Des Verräthers feindlich Lauschen Fürchte, Holde, nicht. Hörst die Nachtigallen schlagen? Ach! sie flehen Dich, Mit der Töne süßen Klagen Flehen sie für mich. Sie verstehn des Busens Sehnen, Kennen Liebesschmerz, Rühren mit den Silbertönen Jedes weiche Herz. Laß auch Dir das Herz bewegen, Liebchen, höre mich! Bebend harr’ ich Dir entgegen! Komm’, beglücke mich! | 4. Sérénade - Ludwig Rellstab Mes chansons t'implorent tout bas À travers la nuit ; Ma bien-aimée, descends vers moi Dans le bosquet silencieux ! Les frêles cimes des arbres murmurent en frémissant Sous la lumière de la lune ; Ne crains pas, ô ma douce, Que le traître malveillant soit aux aguets. Entends-tu chanter les rossignols ? Oh ! ils te supplient, Des douces plaintes de leurs notes, Ils te supplient pour moi. Ils comprennent le désir qui consume la poitrine, Ils connaissent le tourment de l'amour, Par leur voix cristallines Ils émeuvent chaque cœur tendre. Laisse toi aussi s'ouvrir ton cœur, Mon amour, écoute-moi ! Je t'attends, tremblant d'espoir, Viens, rends-moi heureux ! |